# Pedro Antonio Díaz
Pedro Antonio Díaz, né le 5 juillet 1852 et mort le 8 mai 1919, est un homme politique panaméen. Il est président du Panama du 1er au 12 octobre 1918.